# Toyota GR Yaris Rally1
De Toyota GR Yaris Rally1 is een rallyauto ontworpen door Toyota GAZOO Racing en is sinds 2022 ingezet in het Wereldkampioenschap rally als opvolger van de Toyota Yaris WRC. Kalle Rovanperä wist in 2022 direct het kampioenschap te winnen met deze wagen. 